# Milonga (evento)

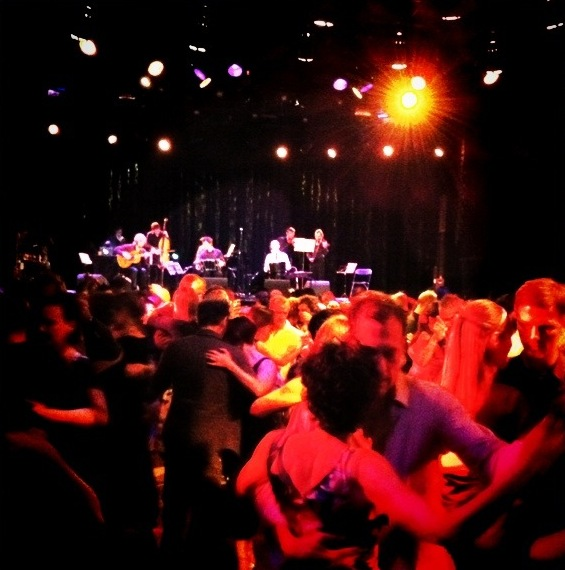
Milonga con música en vivo

La milonga, entendida como evento en el que se baila indistintamente tango, vals criollo y milonga, suele situarse en el salón de un club (en Argentina están ampliamente difundidos los clubes populares, sociales y deportivos) o cualquier otro lugar destinado a ese fin. En muchas ciudades del mundo se organizan milongas en espacios públicos como parques y plazas.

## Repertorio
Normalmente el repertorio consiste en tango, milonga y vals criollo, que se agrupan en «tandas» de entre tres y cinco bailes, separadas por pequeñas piezas o fragmentos de música ligera llamadas «cortinas».
Cada tanda consta de un solo tipo de estos ritmos, y es norma habitual agruparlos por orquestas, año de grabación, con cantantes o no, por compositores, modernos, etc.
Una secuencia puede consistir en: tango instrumental, tango cantado, vals criollo, tango instrumental, tango cantado, milonga y así sucesivamente.

## Rituales
Hombres y mujeres se sientan en mesas colocadas alrededor de la pista, y al comienzo de una tanda los hombres (habitualmente) invitan a bailar a las mujeres mediante un ritual llamado popularmente «cabeceo». 

### Invitación
Tradicionalmente —al menos en las milongas argentinas— la invitación a bailar obedece a una regla estricta: el hombre, desde cierta distancia, mira a una mujer elegida y la «cabecea», es decir, le hace una señal casi imperceptible girando rápidamente y una sola vez la cabeza hacia el hombro correspondiente al lado donde se encuentra la pista de baile, y la mujer puede aceptar el convite o negarlo (también con la cabeza), o bien mirar hacia otro lado para rechazar también la invitación.
Esto evita al hombre el embarazo de ser rechazado después de haber caminado hasta la mesa de la mujer, y a esta el embarazo de rechazarlo directamente si ese fuera el caso.
En las milongas frecuentadas por público joven estas reglas suelen ser menos estrictas y se invita a bailar prescindiendo del cabeceo e incluso a veces son las mujeres las que invitan a bailar a los hombres.

### Final del baile
Al final de la tanda, el hombre acompaña a la mujer a su mesa y después vuelve a la suya propia. Se considera inapropiado no terminar de bailar una tanda con la pareja. La cortina proporciona el tiempo necesario para esto. También es posible, si los dos han disfrutado particularmente durante la tanda y están de acuerdo en ello, continuar bailando la siguiente tanda; sin embargo, esto no es lo común y habitualmente el hombre dejará pasar una tanda antes de volver a invitar a bailar a la misma mujer.

## En otros países
En otros países, las reglas de etiqueta son mucho más relajadas, siendo posible: que el hombre se acerque a la mujer para hablar con ella e invitarla a bailar, una distribución más aleatoria de la música (incluso sin «cortinas»), el número de tangos que se considera adecuado bailar con una pareja para no resultar descortés (en caso de que no hubiera cortinas) y otras reglas de cortesía más adecuadas a las costumbres locales.
En algunos países y culturas diferentes de la argentina, el cabeceo descrito más arriba es raro. El cabeceo se hace una necesidad sobre todo cuando las mesas y sillas son bajas (unos 84 cm. o unas 32 pulgadas las mesas) y las distancias a andar en busca de una mujer son largas. Se hace muy humillante para el hombre caminar una larga distancia en busca de una pareja de baile, tener que doblar la espalda para poder escuchar y luego ser rechazado como se menciona más arriba. Las mujeres por lo general a la caza de hombres, están observando la situación “con el rabo del ojo” y de ser rechazado este, casi seguramente todas las demás lo rechazarán al menos por esa noche.
En locales provistos de mesas y sillas altas (102 cm. o 40 pulgadas las mesas por lo general) o provistos de barras continuas de altura similar a la anterior y tal vez sin sillas o con pocas sillas, el cabeceo o la necesidad de este, es reducido a un mínimo porque el hombre se mueve caminando entre las mesas y las barras sin doblar la espalda y casi sin ser notado hasta posicionarse cerca de la potencial pareja de baile y entonces mediante un muy ligero cabeceo o más frecuentemente hablando con la persona directamente, le pide bailar. De ser rechazado, sigue caminando sin ser notado el rechazo por lo general.
Las mesas altas son típicas de locales “pubs” de origen británico e irlandés. Son adoptadas por muchos otros establecimientos en otros países pero son muy raras en locales de baile en Argentina y en general en Sur América. 
Las reglas sociales del baile son muy variadas y sociológicamente complejas y llevarían un espacio mucho mayor para ser descritas en detalle.